# Fons (Ardèche)
Pour les articles homonymes, voir Fons.
Fons est une commune française située dans le département de l'Ardèche, en région Auvergne-Rhône-Alpes.

## Géographie

### Situation et description
Fons est une petite commune à l'aspect essentiellement rural située dans le sud du département de l'Ardèche. Elle est rattachée à la communauté de communes du Bassin d'Aubenas.

### Communes limitrophes
Fons est limitrophe de trois communes, toutes situées dans le département de l'Ardèche et réparties géographiquement de la manière suivante :

### Climat
Pour des articles plus généraux, voir Climat d'Auvergne-Rhône-Alpes et Climat de l'Ardèche.
En 2010, le climat de la commune est de type climat méditerranéen altéré, selon une étude du CNRS s'appuyant sur une série de données couvrant la période 1971-2000. En 2020, Météo-France publie une typologie des climats de la France métropolitaine dans laquelle la commune est exposée à un climat de montagne ou de marges de montagne et est dans la région climatique Provence, Languedoc-Roussillon, caractérisée par une pluviométrie faible en été, un très bon ensoleillement (2 600 h/an), un été chaud (21,5 °C), un air très sec en été, sec en toutes saisons, des vents forts (fréquence de 40 à 50 % de vents > 5 m/s) et peu de brouillards.
Pour la période 1971-2000, la température annuelle moyenne est de 12,3 °C, avec une amplitude thermique annuelle de 17,3 °C. Le cumul annuel moyen de précipitations est de 1 049 mm, avec 7,6 jours de précipitations en janvier et 4,6 jours en juillet. Pour la période 1991-2020, la température moyenne annuelle observée sur la station météorologique de Météo-France la plus proche, « Aubenas Sa », sur la commune d'Aubenas à 5 km à vol d'oiseau, est de 13,8 °C et le cumul annuel moyen de précipitations est de 1 061,4 mm,. Pour l'avenir, les paramètres climatiques de la commune estimés pour 2050 selon différents scénarios d'émission de gaz à effet de serre sont consultables sur un site dédié publié par Météo-France en novembre 2022.

### Hydrographie
Deux ruisseaux prennent leur source sur la commune, le ruisseau du Trésor et le ruisseau de Valcroze,.

## Urbanisme

### Typologie
Au 1er janvier 2024, Fons est catégorisée commune rurale à habitat dispersé, selon la nouvelle grille communale de densité à 7 niveaux définie par l'Insee en 2022.
Elle est située hors unité urbaine. Par ailleurs la commune fait partie de l'aire d'attraction d'Aubenas, dont elle est une commune de la couronne,. Cette aire, qui regroupe 68 communes, est catégorisée dans les aires de 50 000 à moins de 200 000 habitants,.

### Occupation des sols
L'occupation des sols de la commune, telle qu'elle ressort de la base de données européenne d’occupation biophysique des sols Corine Land Cover (CLC), est marquée par l'importance des forêts et milieux semi-naturels (89,9 % en 2018), en augmentation par rapport à 1990 (84,9 %). La répartition détaillée en 2018 est la suivante : 
milieux à végétation arbustive et/ou herbacée (45,2 %), forêts (44,8 %), zones urbanisées (10,1 %).
L'évolution de l’occupation des sols de la commune et de ses infrastructures peut être observée sur les différentes représentations cartographiques du territoire : la carte de Cassini (XVIIIe siècle), la carte d'état-major (1820-1866) et les cartes ou photos aériennes de l'IGN pour la période actuelle (1950 à aujourd'hui).

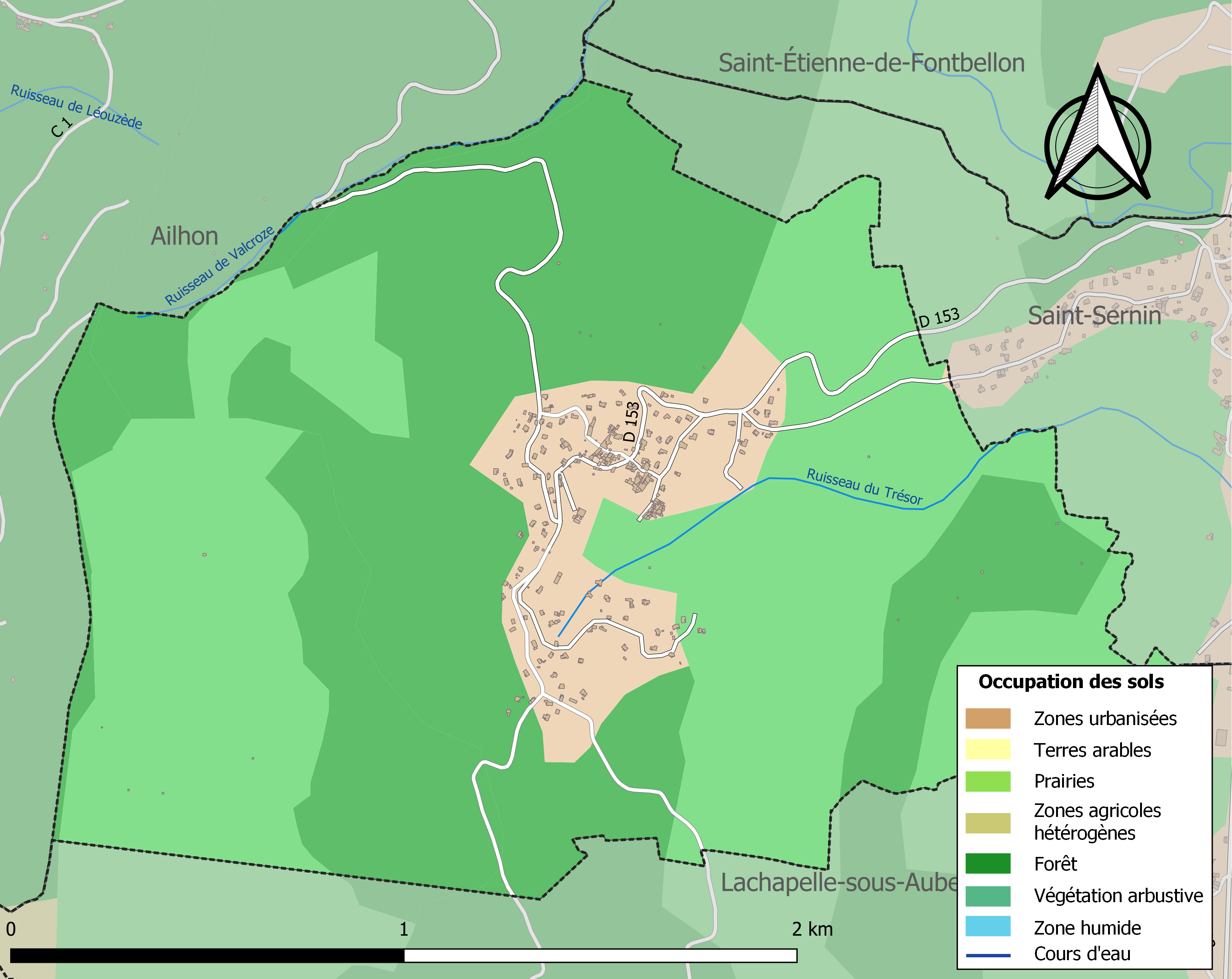
Carte des infrastructures et de l'occupation des sols de la commune en 2018 (CLC).

## Toponymie
De l'occitan fons (« source »).

## Histoire
Le village de Fons est connu notamment par ses cloches qui, lors de la Seconde Guerre mondiale, ont été décrochées et fondues afin de servir les forces alliées. Aujourd'hui, les cloches de cette église ont été financées par des dons faits par la commune d'Ailhon.
La commune est également connue pour son "Puits de Fons", un ancien puits de mine de 42 m de profondeur, dans lequel des dizaines de corps ont été retrouvés après la guerre. Cette affaire fut médiatisée par le journaliste Gabriel Domenech qui publia un article retentissant intitulé : « Le puits de Fons est-il le plus grand charnier de la Libération ? », dans le journal Le Méridional du 15 décembre 1950. Domenech parle alors de plus de 200 cadavres de personnes fusillées par les maquisards.
On sait depuis, grâce à l'enquête minutieuse de l'historien Sylvain Villard, que ce sont précisément 34 cadavres qui ont été exhumés : 25 Français accusés de collaboration et 9 soldats allemands exécutés sommairement par les maquisards.

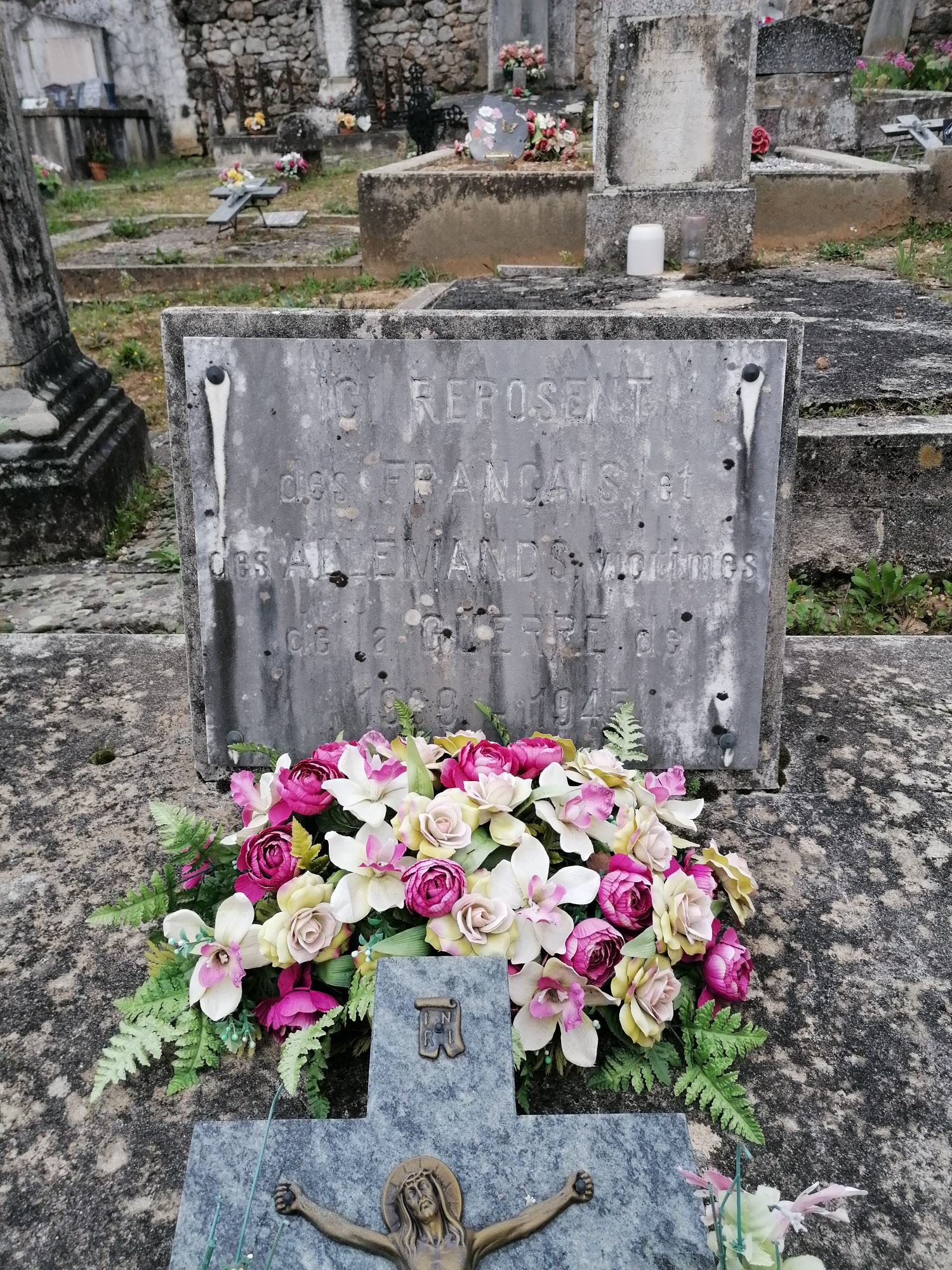
Cette plaque témoigne de la volonté de réconciliation du gouvernement gaulliste.

Aujourd'hui, ce puits est recouvert d'une dalle de béton arborant une croix en signe de mémoire.

## Politique et administration

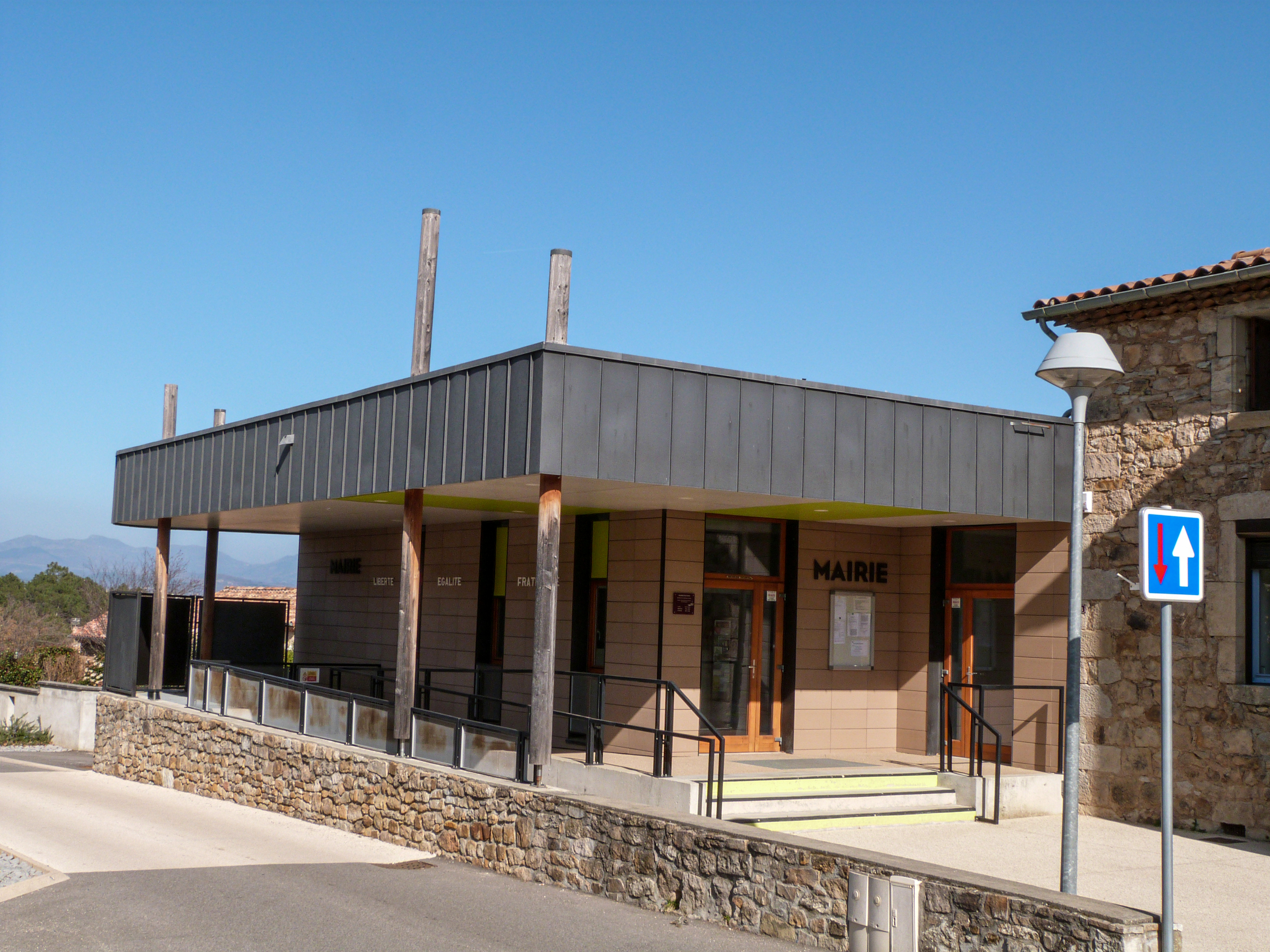
Mairie du village.

| Période                                  | Période                   | Identité             | Étiquette | Qualité       |
| ---------------------------------------- | ------------------------- | -------------------- | --------- | ------------- |
| Les données manquantes sont à compléter. |                           |                      |           |               |
| juin 1989                                | mars 1995                 | Emile Chazalon       | DVD       |               |
| mars 1995                                | mars 2008                 | Patrick Maisonneuve  |           |               |
| mars 2008                                | 2014                      | Gérard Rocancourt    |           |               |
| 2014                                     | En cours (au 6 août 2020) | Patrick Maisonneuve, |           | Fonctionnaire |

## Population et société

### Démographie
L'évolution du nombre d'habitants est connue à travers les recensements de la population effectués dans la commune depuis 1793. Pour les communes de moins de 10 000 habitants, une enquête de recensement portant sur toute la population est réalisée tous les cinq ans, les populations de référence des années intermédiaires étant quant à elles estimées par interpolation ou extrapolation. Pour la commune, le premier recensement exhaustif entrant dans le cadre du nouveau dispositif a été réalisé en 2006.

En 2022, la commune comptait 317 habitants, en évolution de −4,23 % par rapport à 2016 (Ardèche : +2,48 %, France hors Mayotte : +2,11 %).
| 1793 | 1800 | 1806 | 1821 | 1831 | 1836 | 1841 | 1846 | 1851 |
| ---- | ---- | ---- | ---- | ---- | ---- | ---- | ---- | ---- |
| 246  | 262  | 277  | 326  | 365  | 354  | 356  | 360  | 364  |

| 1856 | 1861 | 1866 | 1872 | 1876 | 1881 | 1886 | 1891 | 1896 |
| ---- | ---- | ---- | ---- | ---- | ---- | ---- | ---- | ---- |
| 359  | 388  | 341  | 370  | 330  | 264  | 247  | 253  | 235  |

| 1901 | 1906 | 1911 | 1921 | 1926 | 1931 | 1936 | 1946 | 1954 |
| ---- | ---- | ---- | ---- | ---- | ---- | ---- | ---- | ---- |
| 212  | 182  | 184  | 153  | 146  | 139  | 125  | 112  | 97   |

| 1962 | 1968 | 1975 | 1982 | 1990 | 1999 | 2006 | 2011 | 2016 |
| ---- | ---- | ---- | ---- | ---- | ---- | ---- | ---- | ---- |
| 93   | 128  | 116  | 133  | 212  | 264  | 279  | 313  | 331  |

| 2021 | 2022 | - | - | - | - | - | - | - |
| ---- | ---- | - | - | - | - | - | - | - |
| 322  | 317  | - | - | - | - | - | - | - |

### Enseignement
La commune est rattachée à l'académie de Grenoble.

### Médias
La commune est située dans la zone de distribution de deux organes de la presse écrite :
- L'Hebdo de l'Ardèche

Il s'agit d'un journal hebdomadaire français basé à Valence et couvrant l'actualité de tout le département de l'Ardèche.
- Le Dauphiné libéré

Il s'agit d'un journal quotidien de la presse écrite française régionale distribué dans la plupart des départements de l'ancienne région Rhône-Alpes, notamment l'Ardèche. La commune est située dans la zone d'édition de Privas, Aubenas et de la vallée du Rhône.

### Cultes
La communauté catholique et l'église de Fons (propriété de la commune) sont rattachées à la paroisse Saint Benoît d’Aubenas qui est, elle-même rattachée au diocèse de Viviers.

## Culture locale et patrimoine

### Lieux et monuments
- Église Saint-André de Fons.

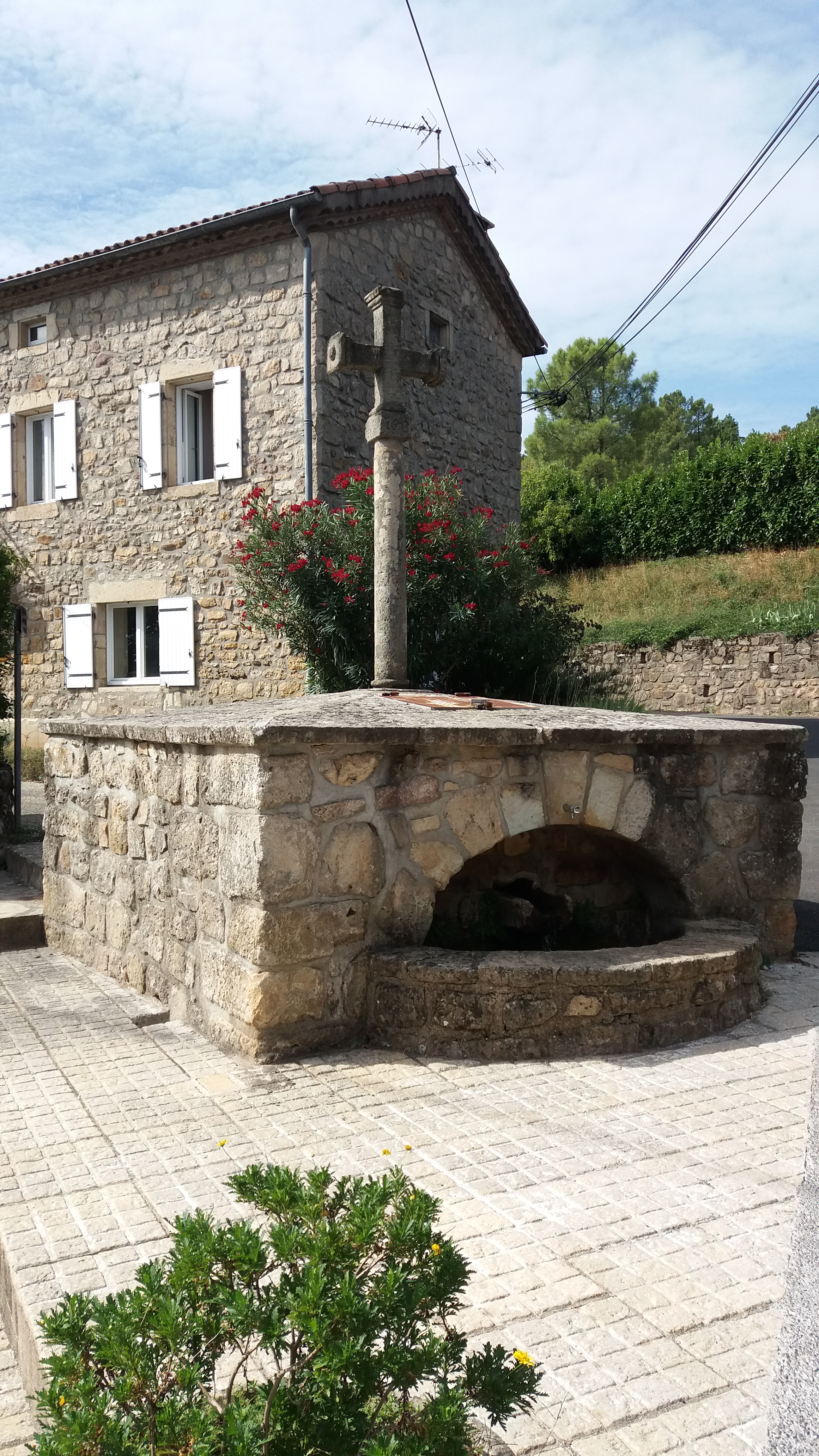
Fontaine.
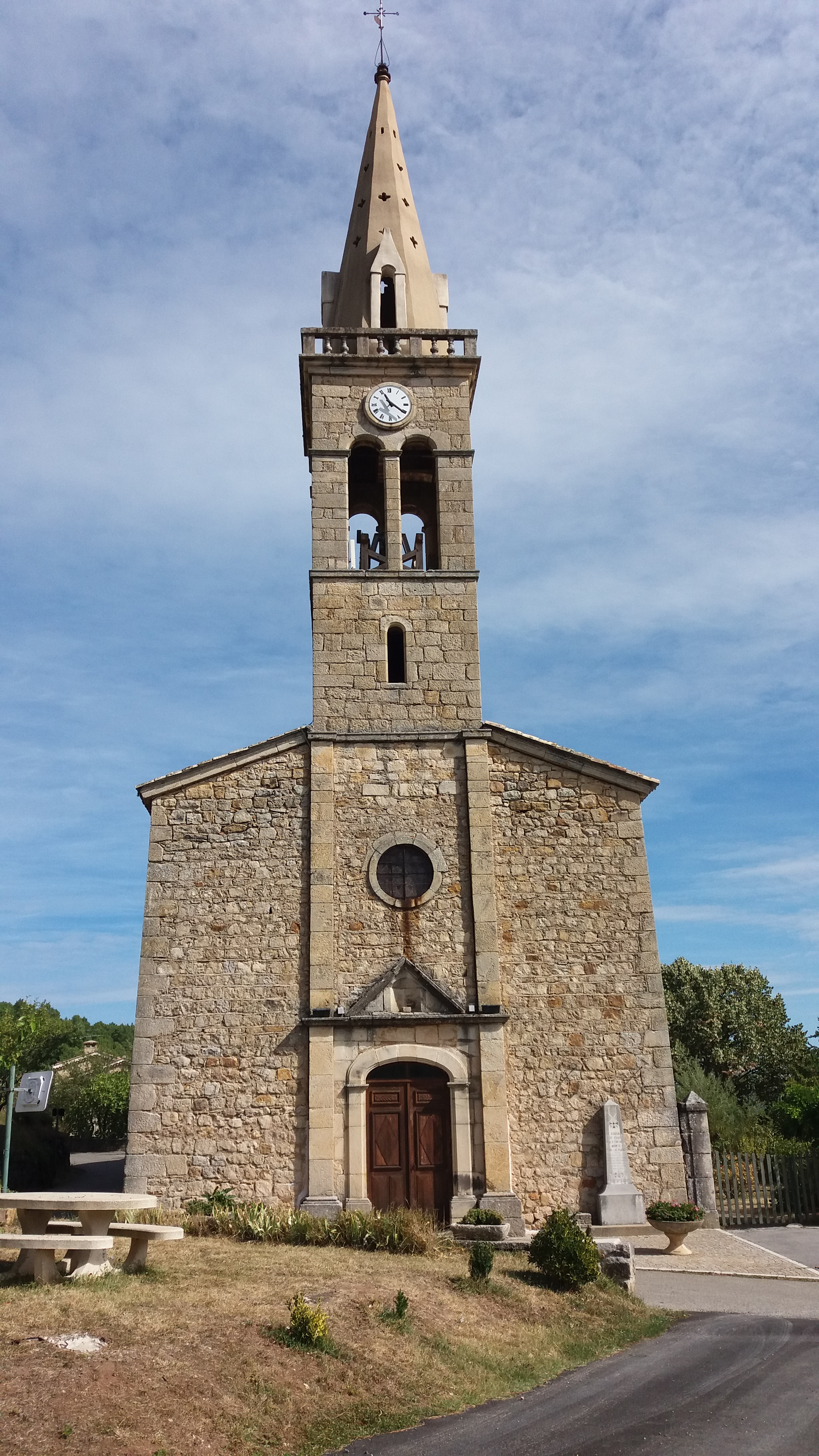
Eglise Saint-André de Fons.
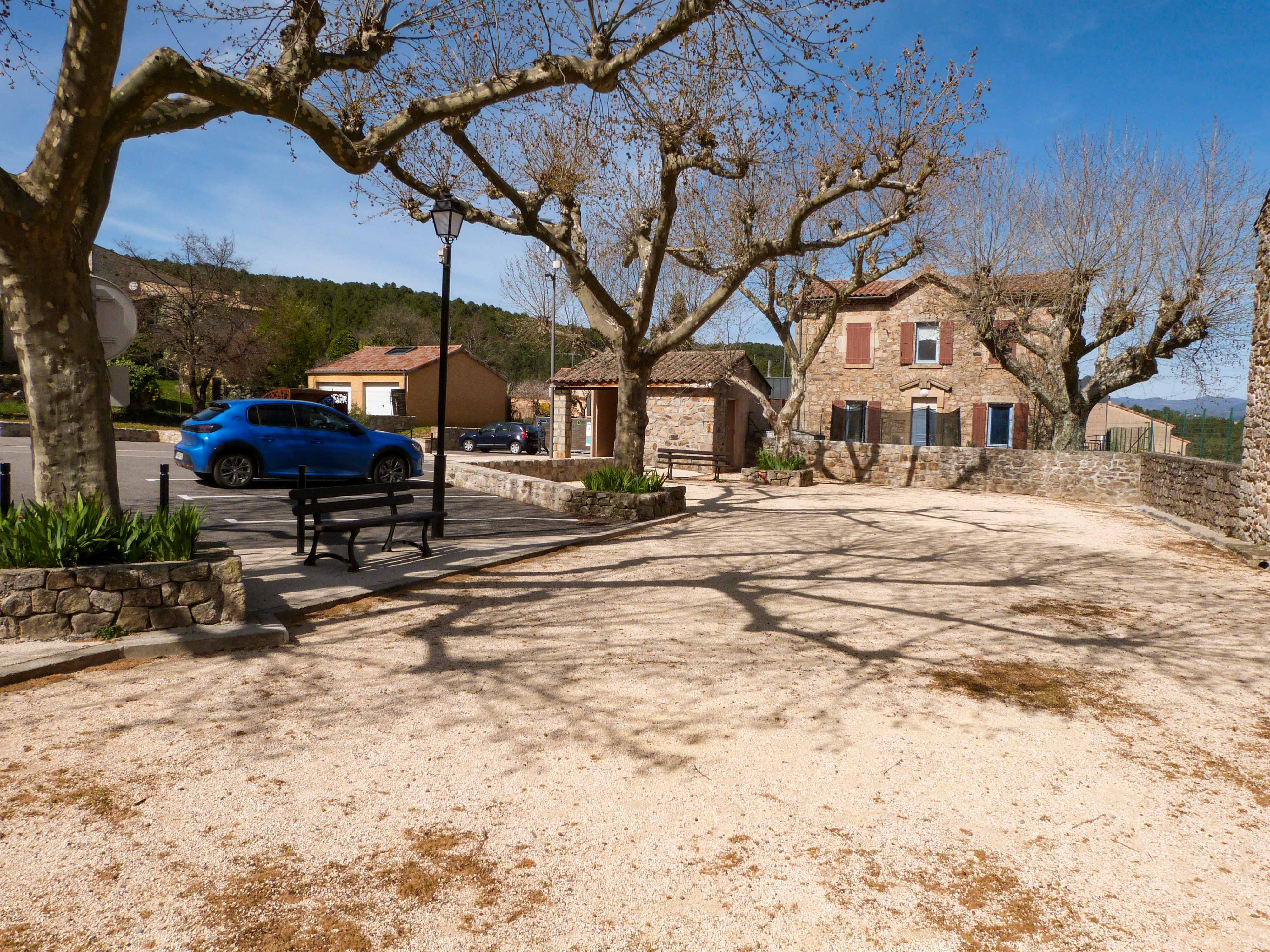
La place du village.

### Héraldique
|  | Fons (Ardèche) possède des armoiries dont l'origine et le blasonnement exact ne sont pas disponibles. |